# Veia profunda
Veias profundas são as veias situadas nos músculos e ao próximas dos ossos, a uma maior profundidade da pele. São as principais responsáveis pelo regresso do sangue ao coração, sendo a sua função auxiliada pela compressão dos músculos. São o oposto das veias superficiais, que se situam na camada adiposa imediatamente por baixo da pele.